# Championnat d'Irlande du Nord de football 1939-1940
Navigation
Édition précédente Édition suivante
Le 46e Championnat d'Irlande du Nord de football se déroule en 1939-1940. C’est le dernier championnat disputé avant l’interruption due à la Seconde Guerre mondiale. Le championnat ne reprendra qu’en 1947-1948.
Belfast Celtic remporte le championnat. C’est son quatorzième titre national et son cinquième consécutif. C’est le record à cette date. Aucun club ne pourra parvenir à égaliser puis à battre ce record avant les années 1980 et une série de 6 victoires consécutives remportées par Linfield FC.
Le Celtic ne perd qu’un seul match et n’encaisse que 18 buts en 26 matchs.

## Les 14 clubs participants
- Ards Football Club
- Bangor Football Club
- Ballymena United Football Club
- Belfast Celtic Football Club
- Cliftonville Football Club
- Coleraine Football Club
- Derry City Football Club
- Distillery Football Club
- Glenavon Football Club
- Glentoran Football Club
- Larne Football Club
- Linfield Football Club
- Newry Town Football Club
- Portadown Football Club

## Classement
| Rang | Équipe           | Pts | J  | G  | N | P  | Bp  | Bc | Diff |
| ---- | ---------------- | --- | -- | -- | - | -- | --- | -- | ---- |
| 1    | Belfast Celtic   | 45  | 26 | 20 | 5 | 1  | 91  | 18 | +73  |
| 2    | Portadown FC     | 41  | 26 | 18 | 5 | 3  | 86  | 37 | +49  |
| 3    | Glentoran FC     | 39  | 26 | 19 | 1 | 6  | 104 | 46 | +58  |
| 4    | Ballymena United | 34  | 26 | 15 | 4 | 7  | 82  | 52 | +30  |
| 5    | Linfield FC      | 33  | 26 | 14 | 5 | 7  | 63  | 47 | +16  |
| 6    | Derry City FC    | 30  | 26 | 14 | 2 | 10 | 73  | 46 | +27  |
| 7    | Glenavon FC      | 29  | 26 | 13 | 3 | 10 | 69  | 68 | +1   |
| 8    | Coleraine FC     | 24  | 26 | 11 | 3 | 13 | 47  | 68 | -21  |
| 9    | Ards FC          | 20  | 26 | 9  | 2 | 15 | 49  | 72 | -23  |
| 10   | Bangor FC        | 19  | 26 | 8  | 3 | 15 | 44  | 77 | -33  |
| 11   | Distillery FC    | 15  | 26 | 6  | 3 | 17 | 53  | 70 | -17  |
| 12   | Newry Town       | 15  | 26 | 5  | 5 | 16 | 32  | 86 | -54  |
| 13   | Larne FC         | 13  | 26 | 4  | 5 | 17 | 36  | 83 | -47  |
| 14   | Cliftonville FC  | 7   | 26 | 3  | 1 | 22 | 40  | 99 | -59  |

|  | Champion d'Irlande du Nord |
|  | Relégation                 |

## Bilan de la saison
| Tableau d'Honneur                         |                  |
| Compétition                               | Vainqueur        |
| Championnat d'Irlande du Nord de football | Belfast Celtic   |
| Coupe d'Irlande du Nord de football       | Ballymena United |

| Promotions et relégations |       |
| Relégués                  | Aucun |
| Promus                    | Aucun |